# Château de Poppi
Le château de Poppi ( italien : Castello di Poppi, ou le italien : Castello dei Conti Guidi ) est un château médiéval situé à Poppi, en Toscane, Italie,qui fut autrefois la propriété de la famille noble des comtes Guidi. Ce palais forteresse, qui a permis à la famille de résister jusqu'en 1440 aux Florentins, a été réalisé par le comte Simone de Batifolle Guidi et son fils Simon. 

## Histoire

### Époque médiévale
La première mention écrite du château de Poppi remonte à 1169, quand il appartenait à l'abbaye de San Fidele de Strumi, mais des documents des années 1190 montrent qu'à cette époque, il était déjà une possession des comtes Guidi. Pendant les 350 années suivantes, la famille Guidi a gouverné quasiment en permanence le Casentino. Ils administraient d'autres châteaux sur les collines de la vallées, comme Romena et Porciano
La construction des fondations suggérerait qu'une fortification existait sur le site à une époque antérieure à la fin du XIIe siècle. La tour et le donjon de gauche ont été édifiés dans la seconde moitié du XIIIe siècle.  
L'architecte serait Arnolfo di Cambio, qui a utilisé Poppi comme « prototype » pour le Palazzo Vecchio, qu'il a également conçu. Les deux bâtiments se ressemblent incontestablement. À l'origine la tour de Poppi aurait été plus haute, avec des mâchicoulis dont les parapets en saillie avaient des trous permettant de larguer des projectiles sur l'ennemi se situant en dessous, ce qui aurait rendu son apparence encore plus similaire.  
Plus tard, un nouveau donjon a été ajouté à droite de la tour. Il a été intégré à la résidence, bien qu'une prison se situait en dessous. À la fin du XIIIe siècle, le comte Simone Guidi a fait agrandir les fenêtres à meneaux pour créer une façade plus élégante. 

### Renaissance
De nouveaux ajouts furent entrepris dans les 150 années qui suivirent dont la cour intérieure et l'escalier en pierre édifié en 1470. Au fil des ans, les murs de l'escalier ont été recouverts des armoiries des familles florentines qui régnèrent sur Poppi aux XVe et XVIe siècles. 
La chapelle Guidi, couverte de fresques de Taddeo Gaddi, élève de Giotto, se trouve dans l'espace menant à la cour intérieure . 
La foudre a frappé la tour au cours du XIXe siècle qui a ensuite été reconstruite, très modifiée, dans sa forme actuelle.

## Batailles
Poppi a été le théâtre de deux batailles majeures au cours de son histoire, qui ont toutes deux eu des conséquences importantes dans la gouvernance politique du Casentino. 
La première eut lieu tout près, le 11 juin 1289, à Campaldino. Le comte Guidi de l'époque, Guido Novello, était un partisan du parti gibelin et en tant que tel était l'allié d'Arezzo, plutôt que de Florence qui soutenait les Guelfes. Lorsque les armées Aretine et Florentine ont convergé pour se battre, Poppi a pris le parti d'Arezzo. Malheureusement pour le comte Guidi, les forces gibelines ont été vaincues et Poppi a dû se soumettre à Florence. Dante  aurait été présent à la bataille de Campaldino, alors jeune homme de 24 ans ayant rallié le parti guelfe Florentin, mais les historiens ne sont pas d'accord pour savoir s'il a réellement participé à la bataille.  Malgré leur défaite , les Guidis ont continué à régner sur le Casentino pendant 150 ans. 
En 1440, lors de la bataille d'Anghiari, les Guidi ont de nouveau choisi le mauvais côté en prenant parti contre Florence. Lorsque les Milanais ont été vaincus par l'armée florentine sous le commandement de Niccolò Piccinino, le comte Francesco dei Guidi a été contraint de se rendre. Les Guidi eurent la vie sauve mais durent s'exiler.  Poppi a continué à être gouverné par Florence jusqu'à l'unification en 1860. 

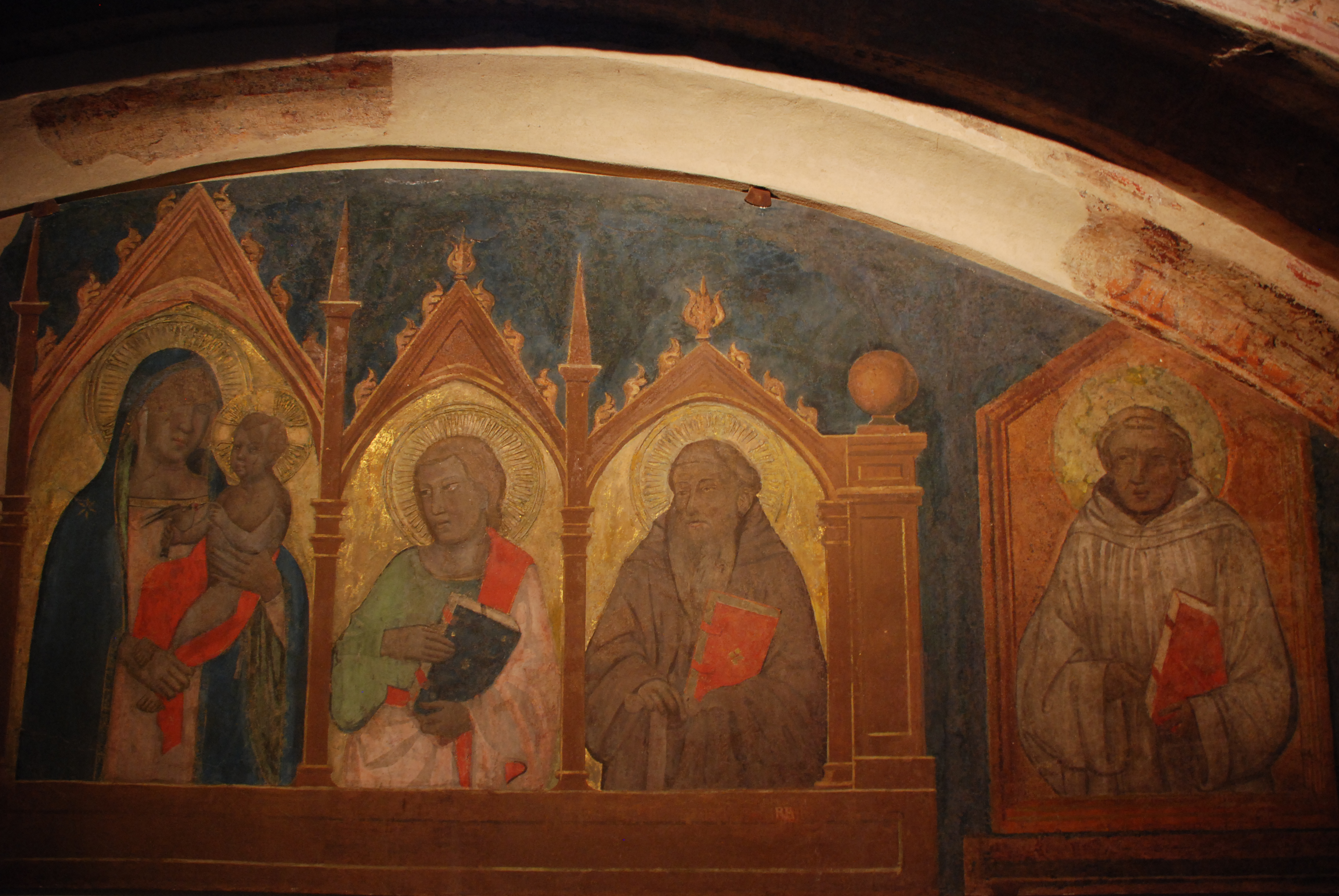
Détail de fresque par Taddeo Gaddi, Château de Poppi.
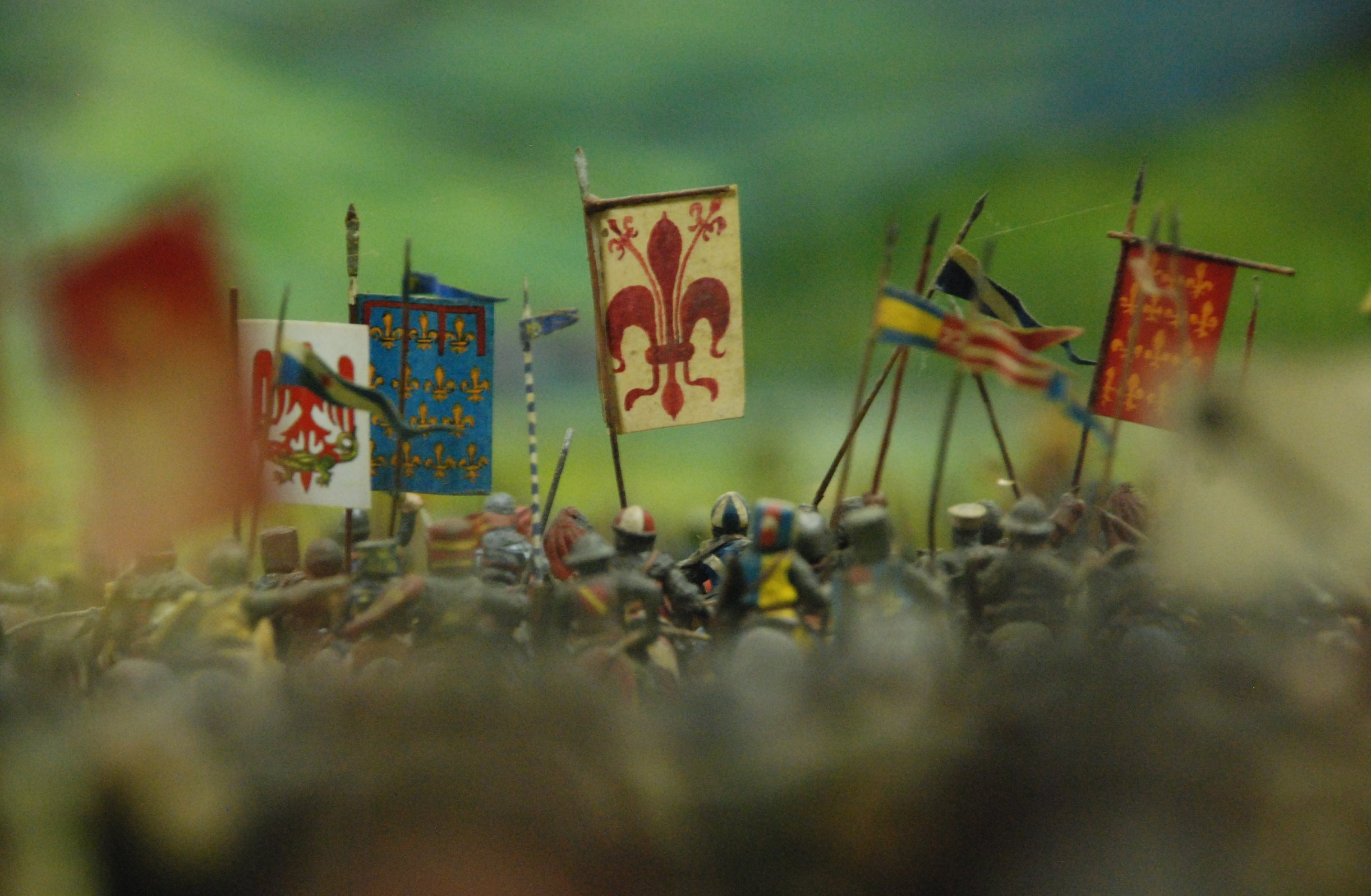
Un détail du diorama de la bataille d'Anghiari à l'échelle 1:32, situé dans la crypte du château.